# Uwe Erwin Engelmann

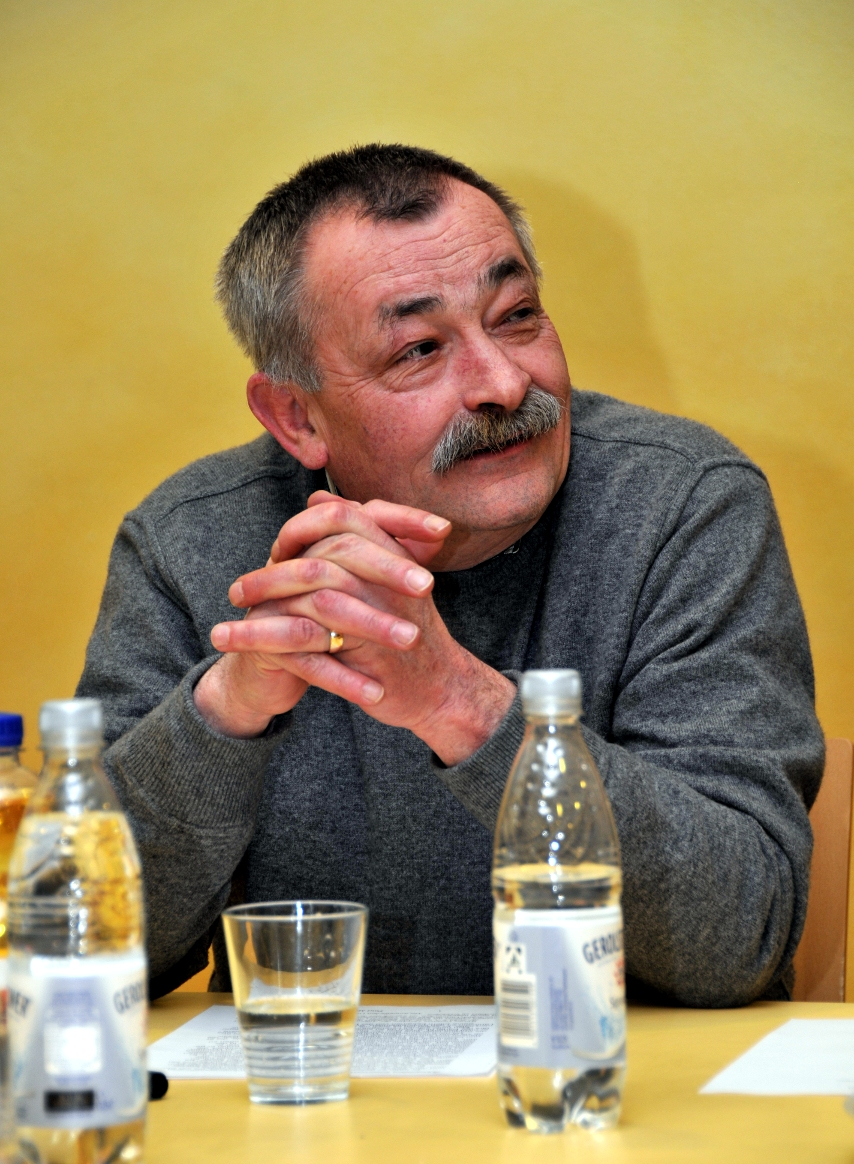
Uwe Erwin Engelmann bei einer Lesung des Dichterstammtisches Siegen am 20. März 2009 in Siegen

Uwe Erwin Engelmann (* 19. Juli 1951 in Uihei, Volksrepublik Rumänien; † 29. April 2024 in Siegen) war ein rumänischdeutscher Schriftsteller in den Bereichen Lyrik und Kurzprosa aus der deutschsprachigen Minderheit der Banater Schwaben.

## Leben
Engelmann, Sohn des Lehrers Franz Engelmann und der Lehrerin Anna Engelmann, geb. Krumenacker, besuchte in den ersten Jahren die Schule, an der seine beiden Eltern unterrichteten. Sein jüngerer Bruder ist der Magister Manfred Engelmann.
Später wechselte Engelmann zum deutschsprachigen Nikolaus Lenau Lyzeum in Temeswar und lebte drei Jahre in dessen Internat. Er studierte von 1970 bis 1974 Germanistik und Anglistik an der Universität Bukarest. Bis 1976 war er Lehrer in Reschitza. Danach siedelte er in die Bundesrepublik Deutschland nach Siegen um. Von 1980 bis 2016 war Engelmann Lehrer am Städtischen Gymnasium Kreuztal mit den Fächern Deutsch und Englisch.
Seine Tätigkeit als Autor begann 1969 mit der Veröffentlichung von Gedichten in deutschsprachigen Zeitungen in Rumänien. Später äußerte er sich dazu: [...] Gedichte müssen nicht kompliziert sein. Gedichte sind Momentaufnahmen und – überspitzt gesagt – man kann Gedichte über alles schreiben – auch über den Durchfall. Im Jahr 1974 war er zum ersten Mal mit Gedichten in einer Anthologie vertreten.
Allerdings stellte er wegen der Zensur im kommunistischen Regime 1974 die Veröffentlichung in seinem Heimatland wieder ein. Nach einem Wiedersehen mit Alfred Kittner 1990 beschloss Engelmann, seine unterbrochene literarische Tätigkeit wieder aufzunehmen. Seit 1991 verfasste Engelmann neben Lyrik auch Kurzgeschichten und Kurzprosa: Wie andere die Couch des Psychiaters brauchen, brauche ich Bleistift und Papier, um meine Positionen des Alltags zu reflektieren und zu bewältigen.

## Veröffentlichungen
- Und was ich dir noch sagen wollte. Dipa, Frankfurt am Main, 1993
- Aus meiner Schweigsamkeit breche ich aus. Dipa, Frankfurt, 1997
- Dorfleben in Südosteuropa / Viața la țară în sudestul Europei. – zweisprachiger Gedichtband (deutsch/rumänisch), zusammen mit Marcel Turcu – Mirton, Timișoara, Rumänien 2001
- Zinnsoldat, Geest-Verlag, Vechta-Langförden, 2007
- Engelmann et al.: Im Schatten meiner Fittiche, Czernik Verlag/ Edition L, 2009
- von wegen wortkarg, zusammen mit dem Dichterstammtisch Siegen, durchblick-Buchreihe, 2010[6]

## Auszeichnungen und Verbreitung
- Engelmann erhielt beim Internationalen Lyrikwettbewerb in Benevento in den Jahren 1995 und 1999 bis 2002 einen Sonderpreis.
- Sein Gedicht Dorfleben in Südosteuropa wurde in über 30 Sprachen übersetzt.
- Er erhielt 2009 den Inge-Czernik-Förderpreis für Lyrik.

## Tätigkeiten und Mitgliedschaften
Er war Vorsitzender der Literaturabteilung der Künstlergilde NRW bis 2001 und war Pressewart des Dichterstammtisches Siegen. Außerdem war er Mitglied im Freien Deutschen Autorenverband sowie im Internationalen Exil-P.E.N-Club.
Weiterhin betätigte er sich bei der Moderation verschiedener literarischer Tagungen, Übersetzerarbeit (u. a. ins Rumänische, Italienische, Englische, Französische und Bulgarische) und der Förderung junger Autoren.
Lesungen hielt er beispielsweise in Arad, Bonn, Bukarest, Köln, Reșița, Temeswar, Trier und Wiesbaden ab.